# Marketing non convenzionale
Con marketing non convenzionale si intende un insieme di strategie promozionali che, per far fronte alla perdita di potere di persuasione da parte del marketing tradizionale, fa uso di tecniche di comunicazione "innovative" per presentare i prodotti al pubblico in modo "alternativo".
L'assunto di base è il seguente: dopo anni di pubblicità (alla televisione, alla radio, sui cartelloni, sulla stampa), i consumatori sarebbero ormai abituati alla "classica" propaganda aziendale e rimarrebbero meno impressionati dai tentativi di "influenza" commerciale. I sistemi di Marketing Non Convenzionale, grazie alle loro caratteristiche peculiari, sarebbero in grado di attirare nuovamente l'attenzione del pubblico e permettere una maggiore efficacia del messaggio.

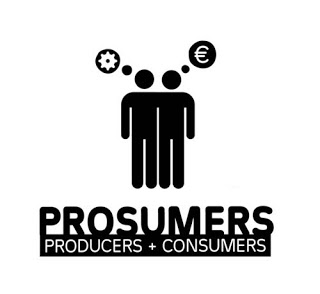
Concept di un prosumer

L'evoluzione della società post-moderna ha trasformato oltre che i processi culturali e quelli produttivi anche il modo in cui viene percepito il prodotto commerciale. Quelli che prima venivano definiti come "consumer", ovvero consumatori divengono parte integrante del processo di produzione e distribuzione di prodotti e servizi, passando allo stato di "prosumer". Questo genere di evoluzione è ben evidente attraverso Internet dove gli utenti collaborano per creare nuove mode e correnti di pensiero e dove il marketing non convenzionale affonda parte delle proprie radici. Invece di interrompere i consumatori mentre sono impegnati nelle varie forme di intrattenimento o informazione, il marketing non convenzionale diventa a sua volta intrattenimento o informazione, in tal modo dovrebbe essere in grado di ottenere la completa attenzione da parte del pubblico.
Alcuni esempi di marketing non convenzionale possono essere un video divertente diffuso su YouTube, un prodotto impiegato all'interno di un videogioco, la creazione di situazioni bizzarre per ottenere la citazione del brand in un servizio giornalistico oppure l'inserimento peculiare della merce in punti strategici delle città.
Uno dei concetti fondamentali del marketing non convenzionale è il passaparola: è il pubblico stesso a diffondere la pubblicità, perché la trova particolarmente divertente, interessante o utile. Grazie al marketing non convenzionale, le aziende avrebbero a disposizione un sistema efficace per coinvolgere i consumatori post-moderni, ma la disciplina non è ancora del tutto ben compresa. Rimane ancora molta confusione sull'argomento e questo porta ad alcuni limiti non trascurabili. Il marketing non convenzionale funziona solamente quando è davvero innovativo.
La propaganda convenzionale stabilisce la sua funzione in base alla quantità immediata di utenti raggiunti, affidandosi ai grandi numeri dei mass media, ma non tiene conto delle “qualità sociali” dei suoi messaggi. La qualità sociale è difficile da misurare: quante volte una pubblicità è stata ignorata? Quante persone ne hanno parlato agli amici? È semplice contare le cifre fornite dai mezzi broadcasting (share del programma TV, copie vendute del giornale), ma non è altrettanto facile quantificarne l'impatto.
Per riuscire a coinvolgere socialmente i consumatori, il marketing ha bisogno di comprendere meglio i linguaggi del suo pubblico e sviluppare i nuovi messaggi promozionali attraverso le abitudini espressive della società contemporanea. Per realizzare una pubblicità efficace bisogna riuscire ad essere originali, introdursi attivamente nei rapporti sociali delle persone, dimostrare la qualità effettiva del prodotto e rendere l'advertising una forma di intrattenimento piacevole, compatibile con i valori del target che si vuole raggiungere.

## Esempio

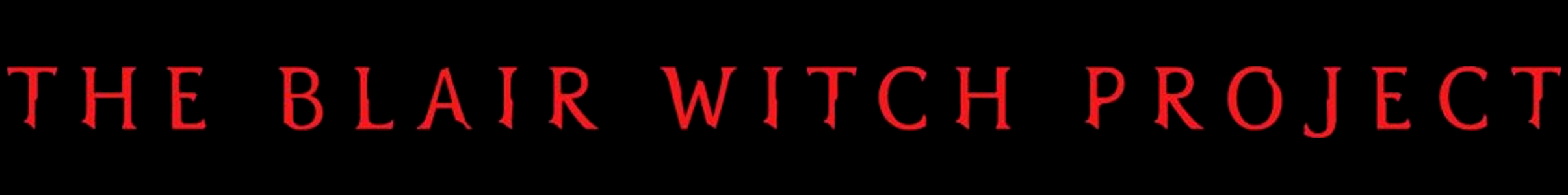
Il logo di The Blair Witch Project

The Blair Witch Project è considerato il primo film ampiamente distribuito e commercializzato principalmente da Internet. Kevin Foxe è diventato produttore esecutivo nel maggio 1998 e ha introdotto Clein & Walker, una società di pubbliche relazioni. Il sito ufficiale del film è stato lanciato nel giugno 1998, con falsi rapporti della polizia, interviste "in stile cinegiornale" e domande sugli studenti "scomparsi". Questi hanno aumentato il dispositivo di metraggio trovato del film per accendere dibattiti su Internet sul fatto che il film fosse un documentario di vita reale o un'opera di finzione. Alcuni dei filmati sono stati proiettati durante il Florida Film Festival a giugno. Durante le proiezioni, i realizzatori hanno compiuto sforzi pubblicitari per promulgare gli eventi del film come fatti, inclusa la distribuzione di volantini a festival come il Sundance, chiedendo agli spettatori di fornire qualsiasi informazione sugli studenti "scomparsi". La tattica della campagna era che agli spettatori veniva detto, attraverso i poster delle persone scomparse, che i personaggi erano scomparsi mentre facevano ricerche nei boschi per la mitica Blair Witch. La pagina IMDb ha anche elencato gli attori come "scomparsi, presunti morti" nel primo anno di disponibilità del film. Il sito web del film contiene materiali di attori che si fingono poliziotti e investigatori che testimoniano sui loro casi e foto condivise dell'infanzia degli attori per aggiungere un senso di realismo. Ad agosto 1999, il sito web aveva ricevuto 160 milioni di visite.
Dopo la proiezione al Sundance, Artisan ha acquisito il film e una strategia di distribuzione è stata creata e implementata da Steven Rothenberg. Il trailer del film è trapelato sul sito web Aint It Cool News il 2 aprile 1999 e il film è stato proiettato in 40 college negli Stati Uniti per creare il passaparola. Un terzo trailer di 40 secondi è stato mostrato prima di Star Wars: Episodio I –La minaccia fantasma a giugno.
USA Today ha riferito che The Blair Witch Project è stato il primo film a diventare virale nonostante fosse stato prodotto prima che esistessero molte delle tecnologie che facilitano tali fenomeni.

## Principali tipologie di Marketing non convenzionale
- Guerrilla marketing
- Marketing virale
- Product placement
- Buzz marketing
- Ambush marketing
- Ambient marketing
- Street marketing
- Visual marketing

## Galleria d'immagini

Esempi di marketing non convenzionale
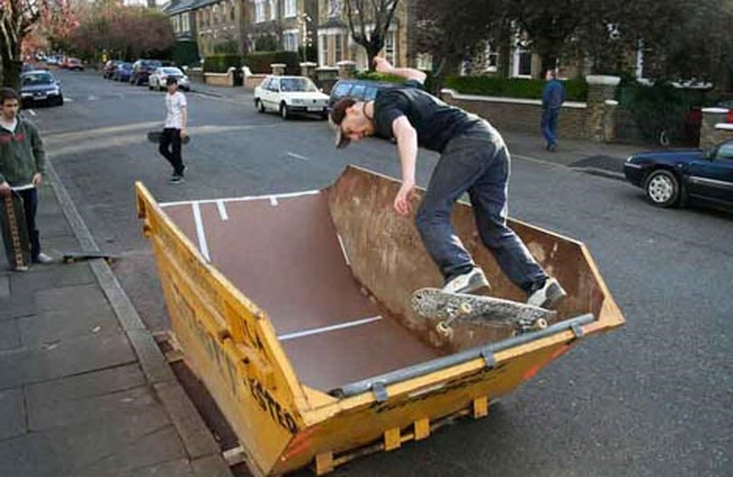
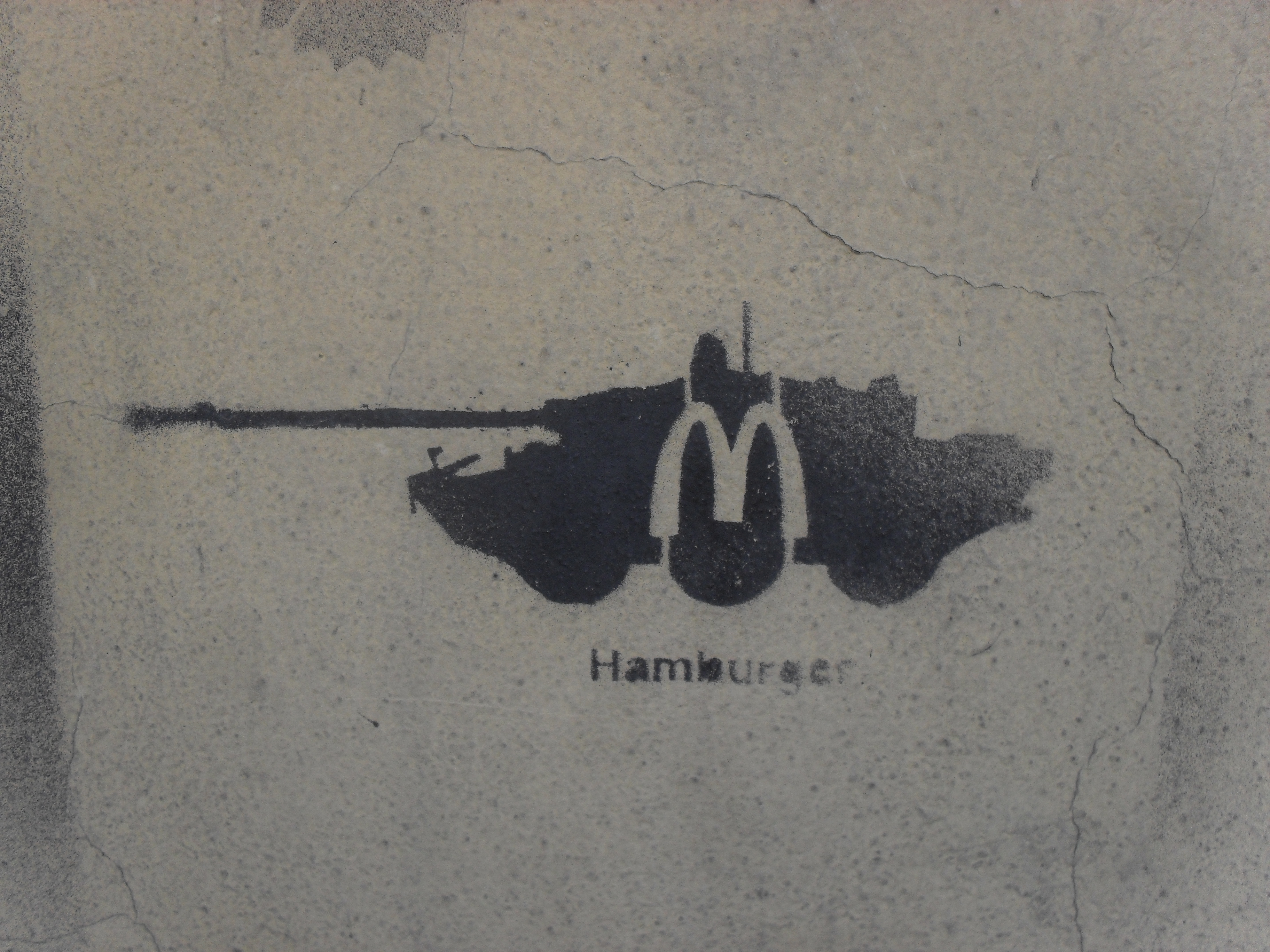
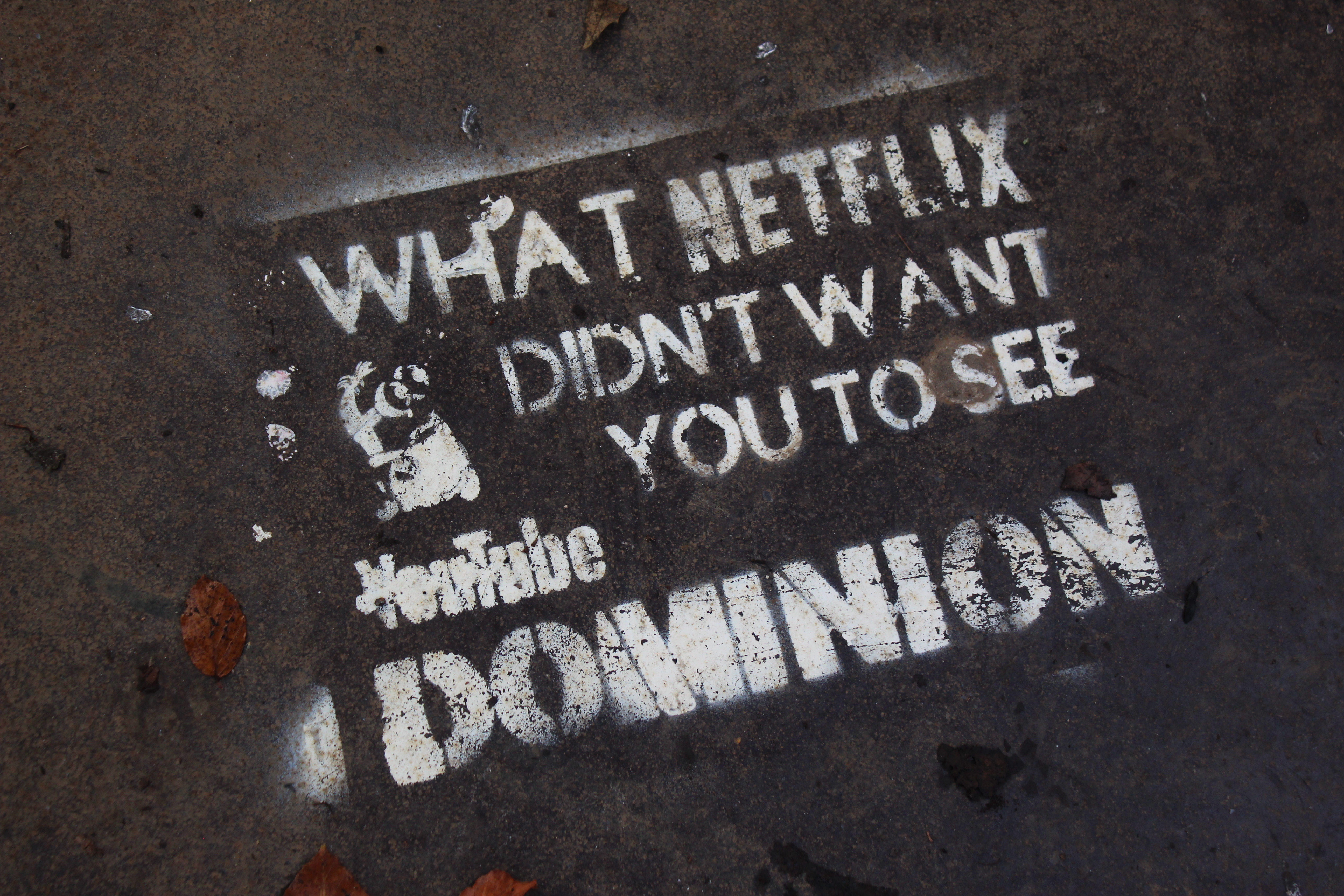
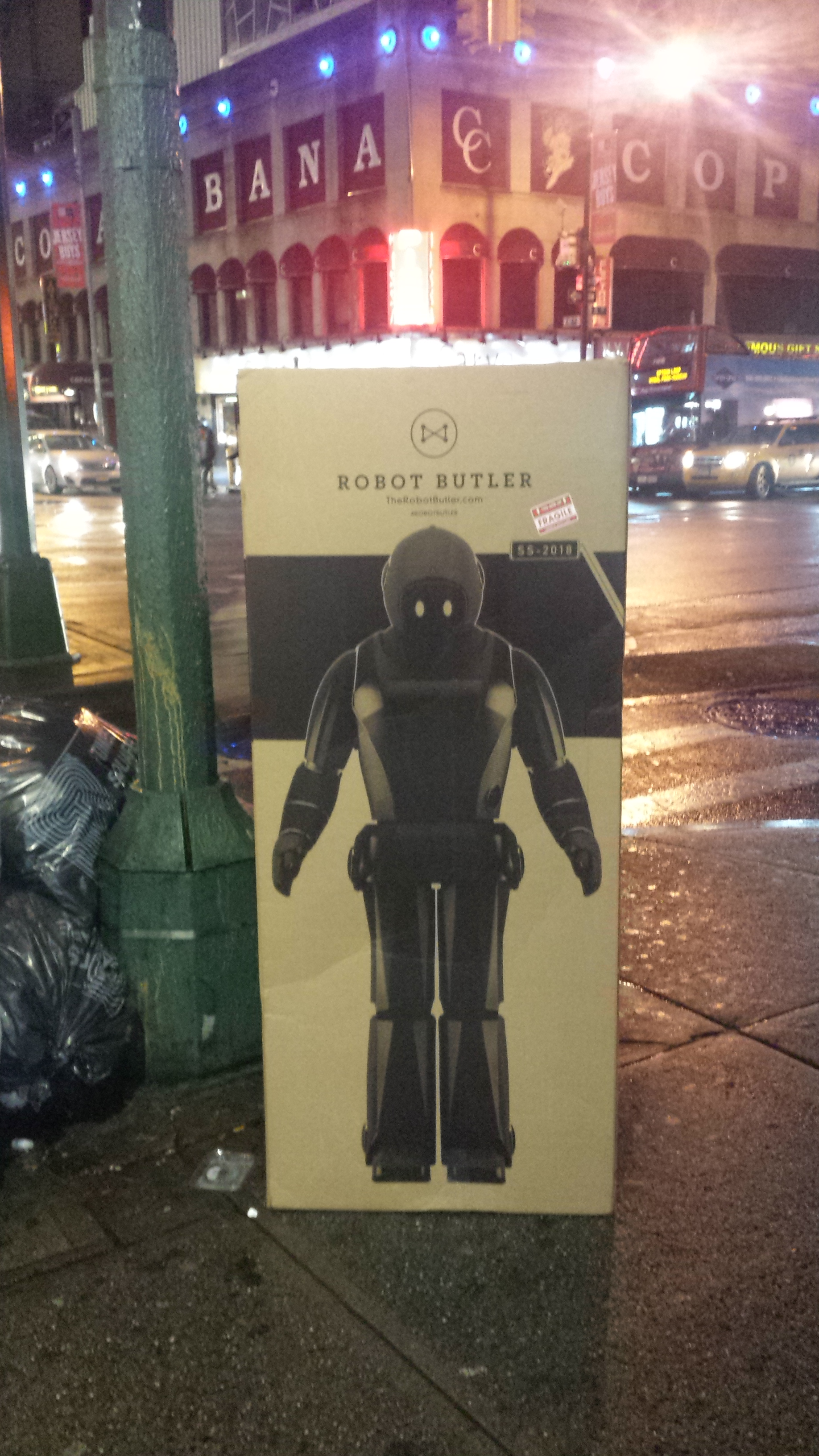
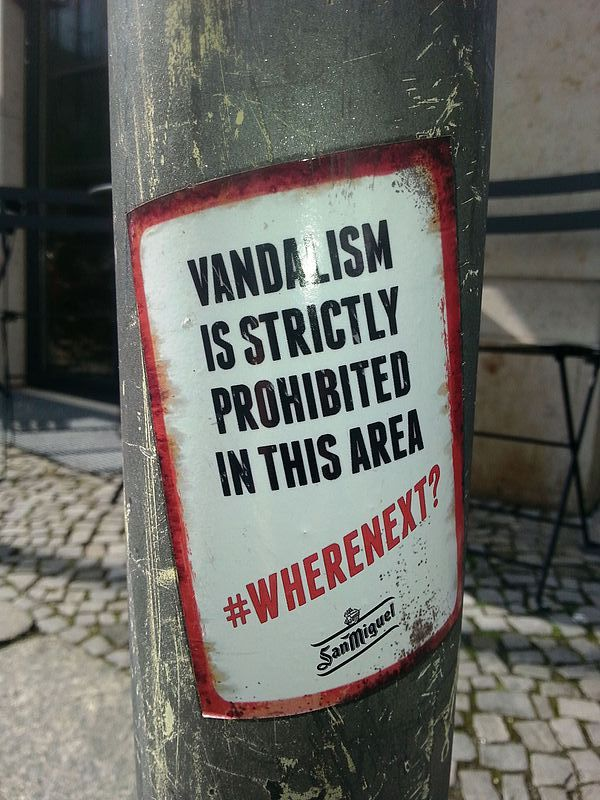
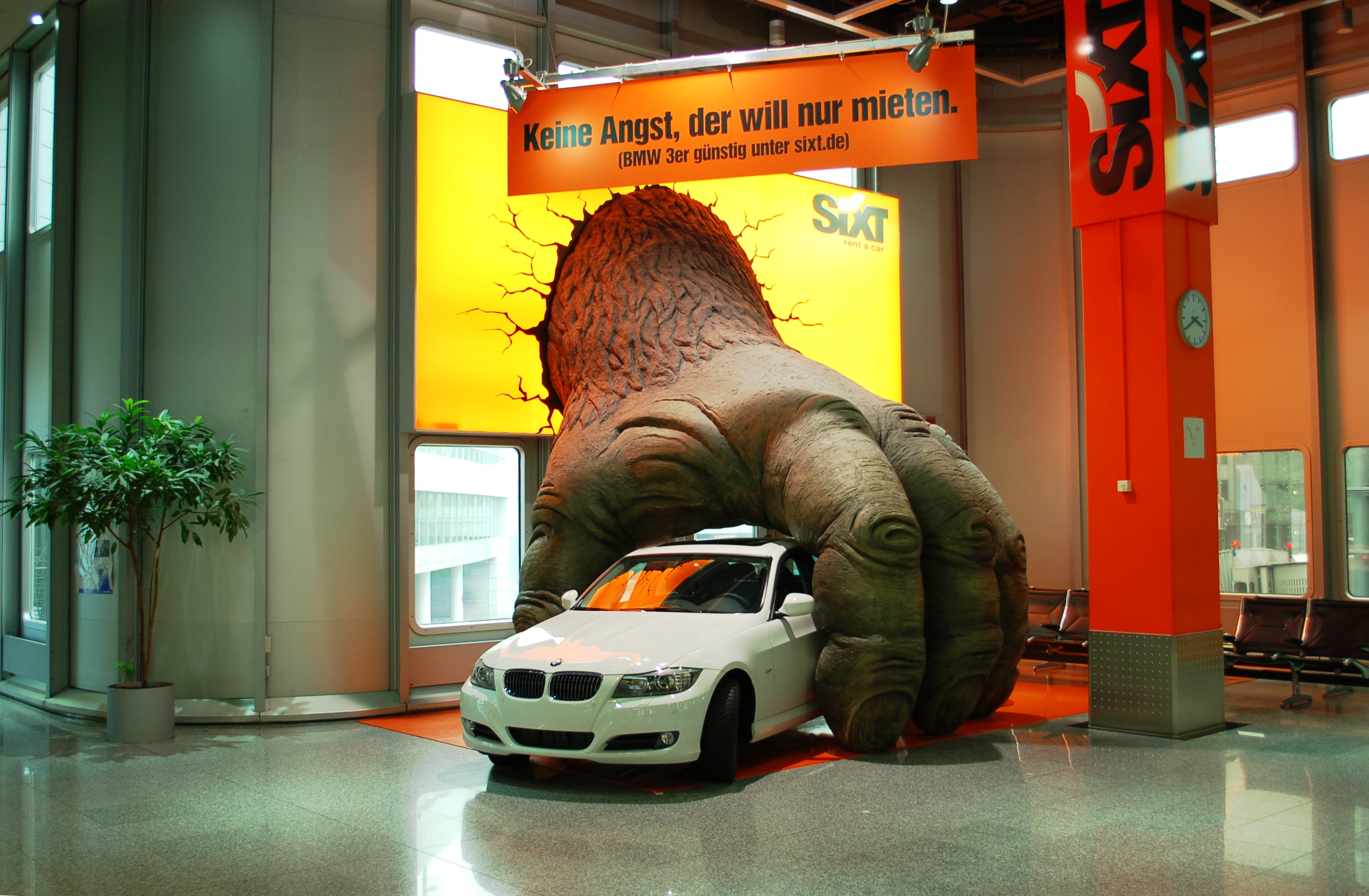